# Grabmal des Heinrich Bernhard Röhrs

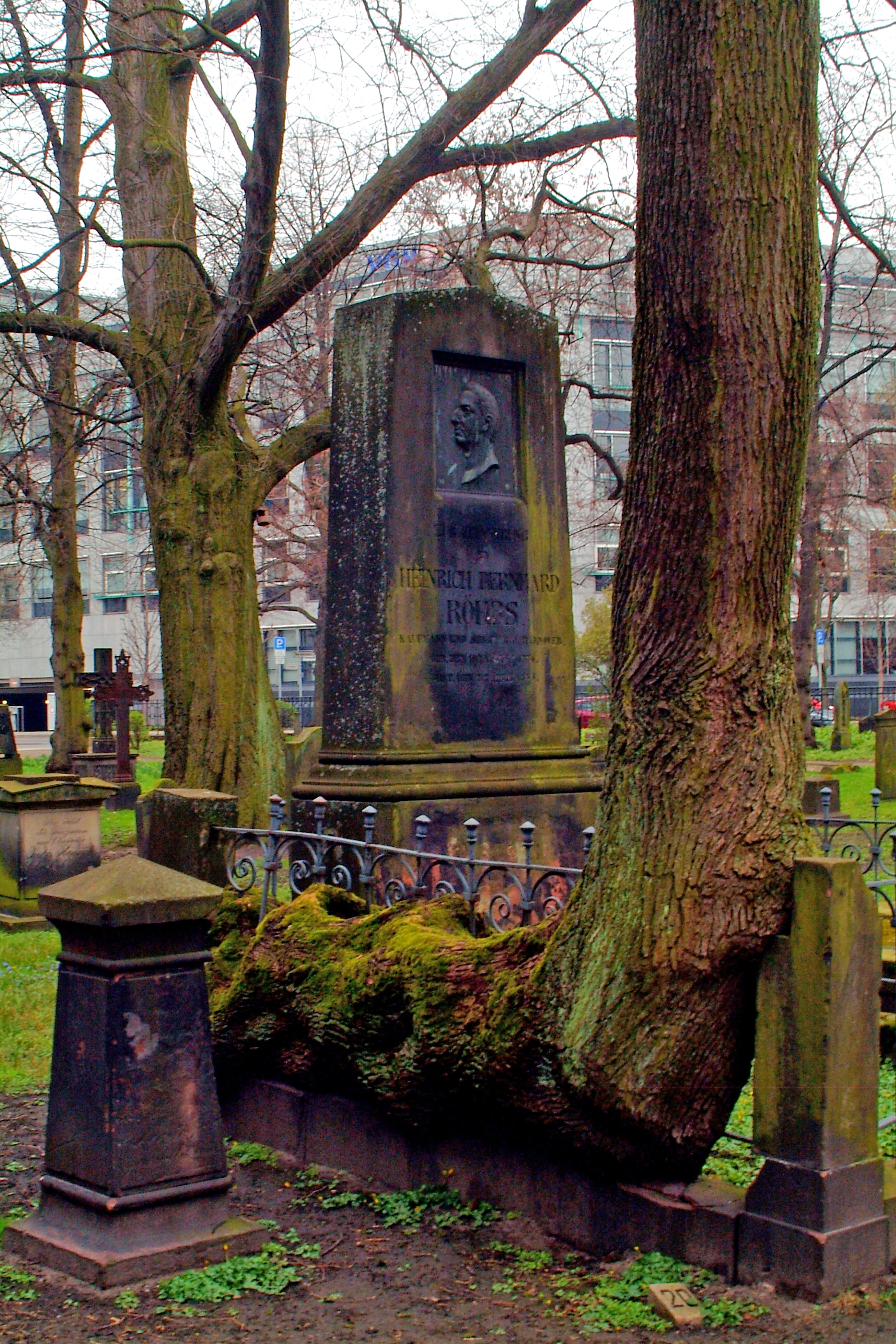
Der mit der Einfriedung verwachsene Ahorn ist als Naturdenkmal geschützt

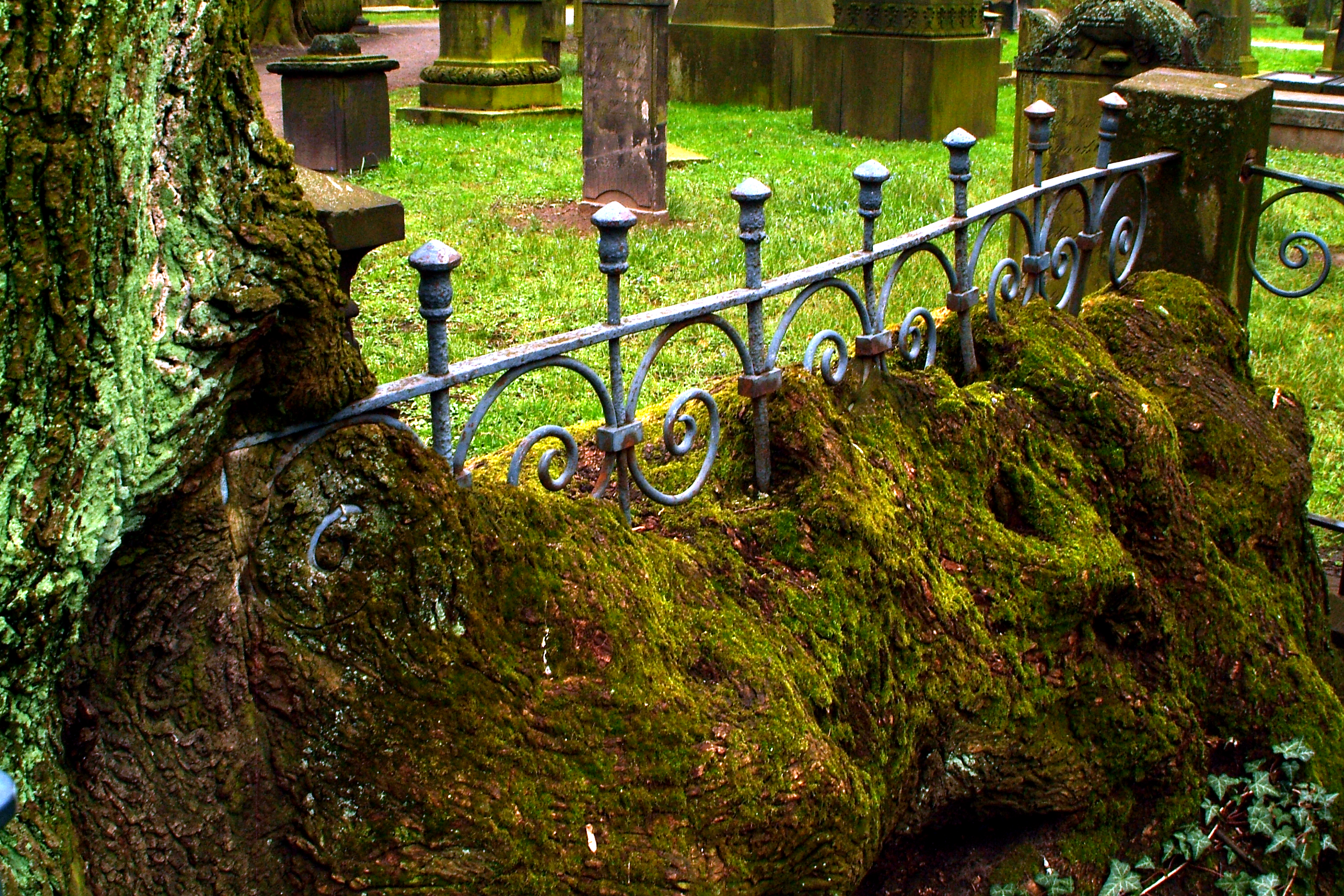
Detail-Ansicht mit den Moosen ...

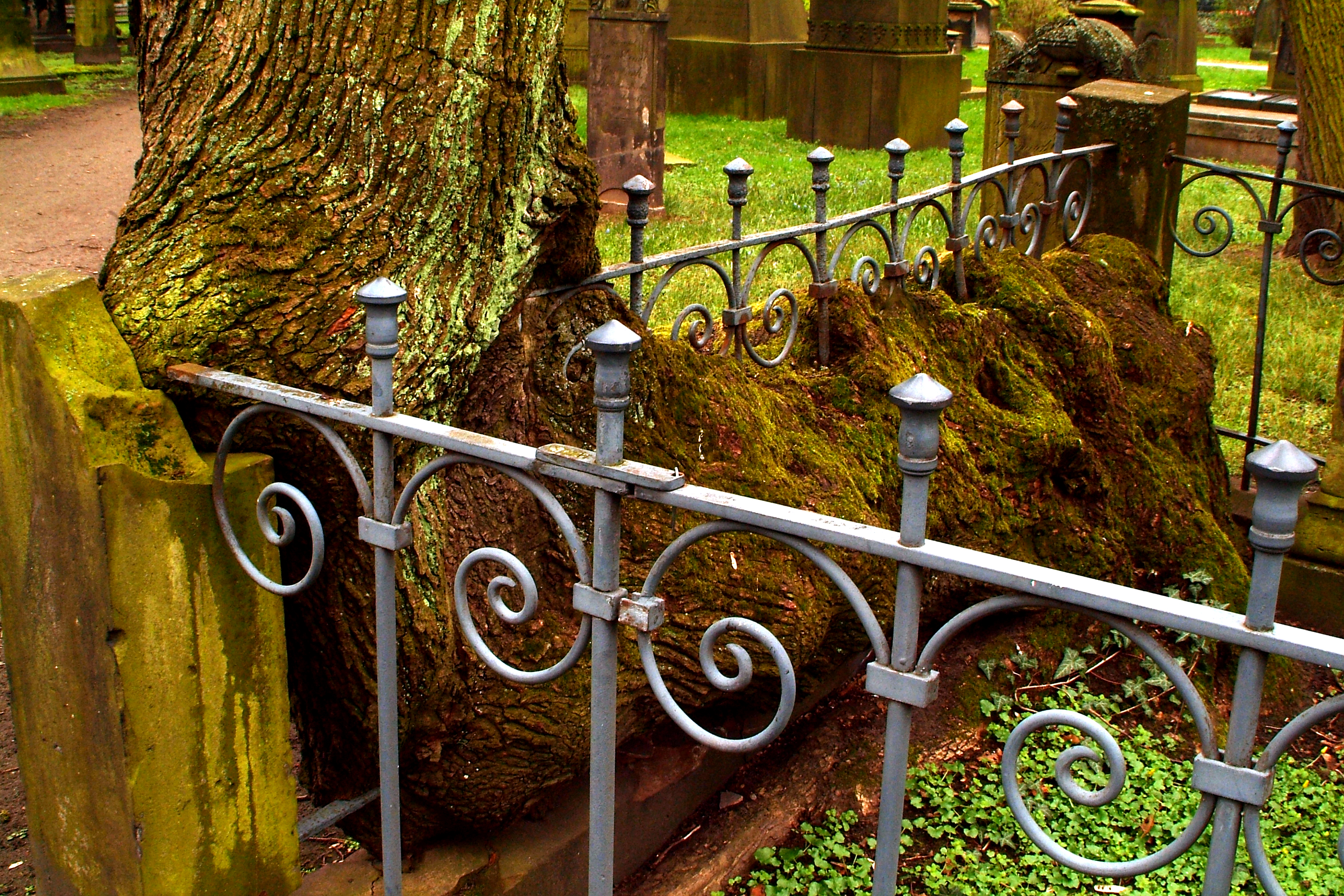
... und Flechten

Das Grabmal des Heinrich Bernhard Röhrs auf dem Gartenfriedhof in Hannover ist ein denkmalgeschütztes Grabmal des 1835 verstorbenen Heinrich Bernhard Röhrs.

## Besonderheiten

### Naturdenkmal
Das Grab, das als Bau- und historisch wertvolles Kulturdenkmal Teil des in seiner Gänze denkmalgeschützten Gartenfriedhofs ist, wartet darüber hinaus mit einem besonderen Spektakel auf: Im Laufe der Zeit hat sich ein Ahornbaum, anfangs horizontal gewachsen, mit der das Grab umgebenden Einfriedung verbunden. Heute hat der mit Moos und Flechten bewachsene Ahornstamm einen Teil der metallenen Grab-Umzäunung teils vollständig in seinen Stamm integriert, bevor er sich an einem der Sandstein-Pfeiler dann senkrecht in die Höhe streckt. Anders als etwa die – ehemalige – Birke beim Geöffneten Grab wurde der Ahorn bisher nicht gefällt: Er ist gesondert als Naturdenkmal geschützt. Wegen der von dem Ahorn umwachsenen Gitterstäben wurde die Grabstätte auch „Eisenfressergrab“ genannt.

### Reliefplatte

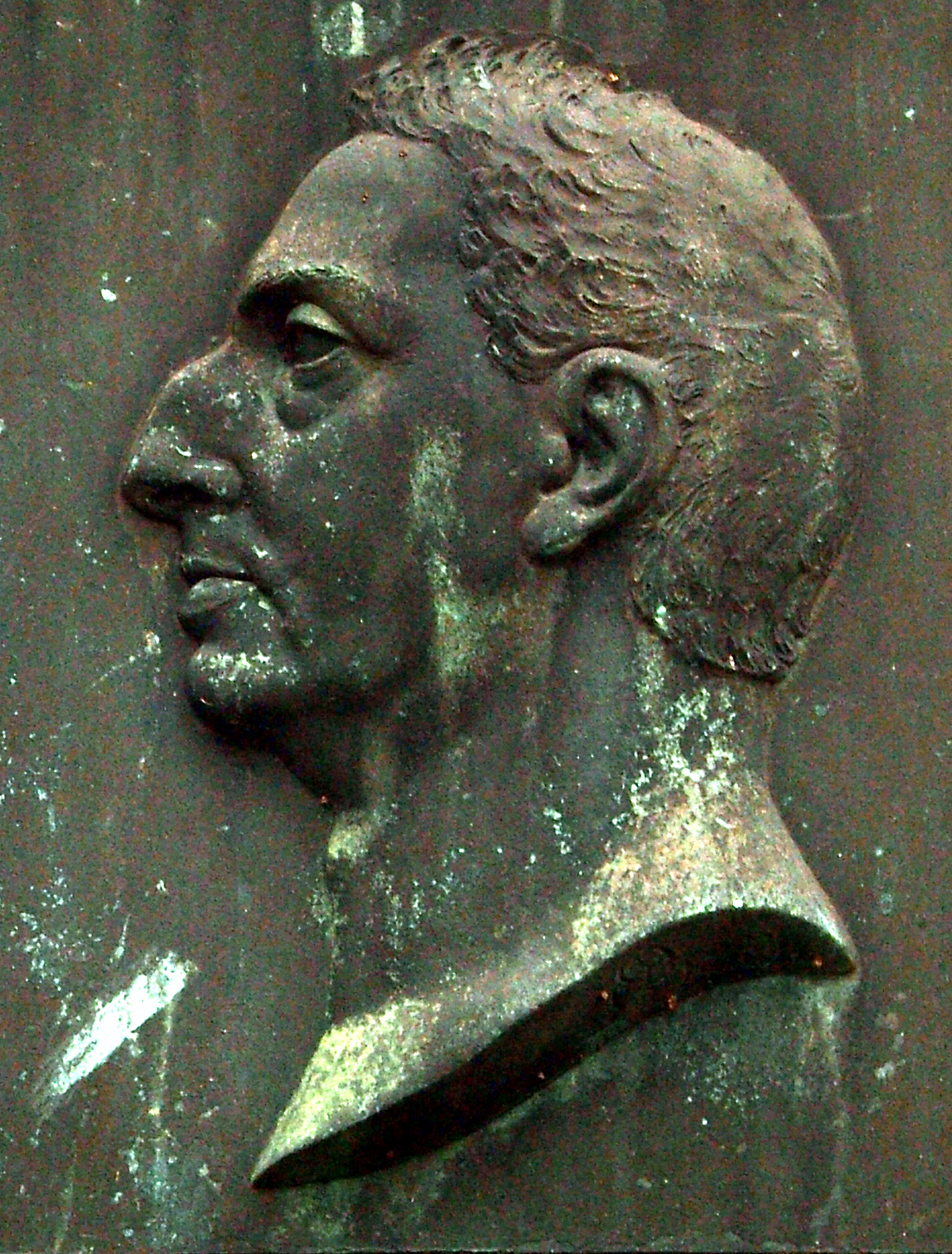
Porträt des Heinrich Bernhard Röhrs

Das Relief-Porträt des Heinrich Bernhard Röhrs zeigt an seinem Brustanschnitt die Künstlersignatur des Bildhauers Bandel.